# Sara Losh

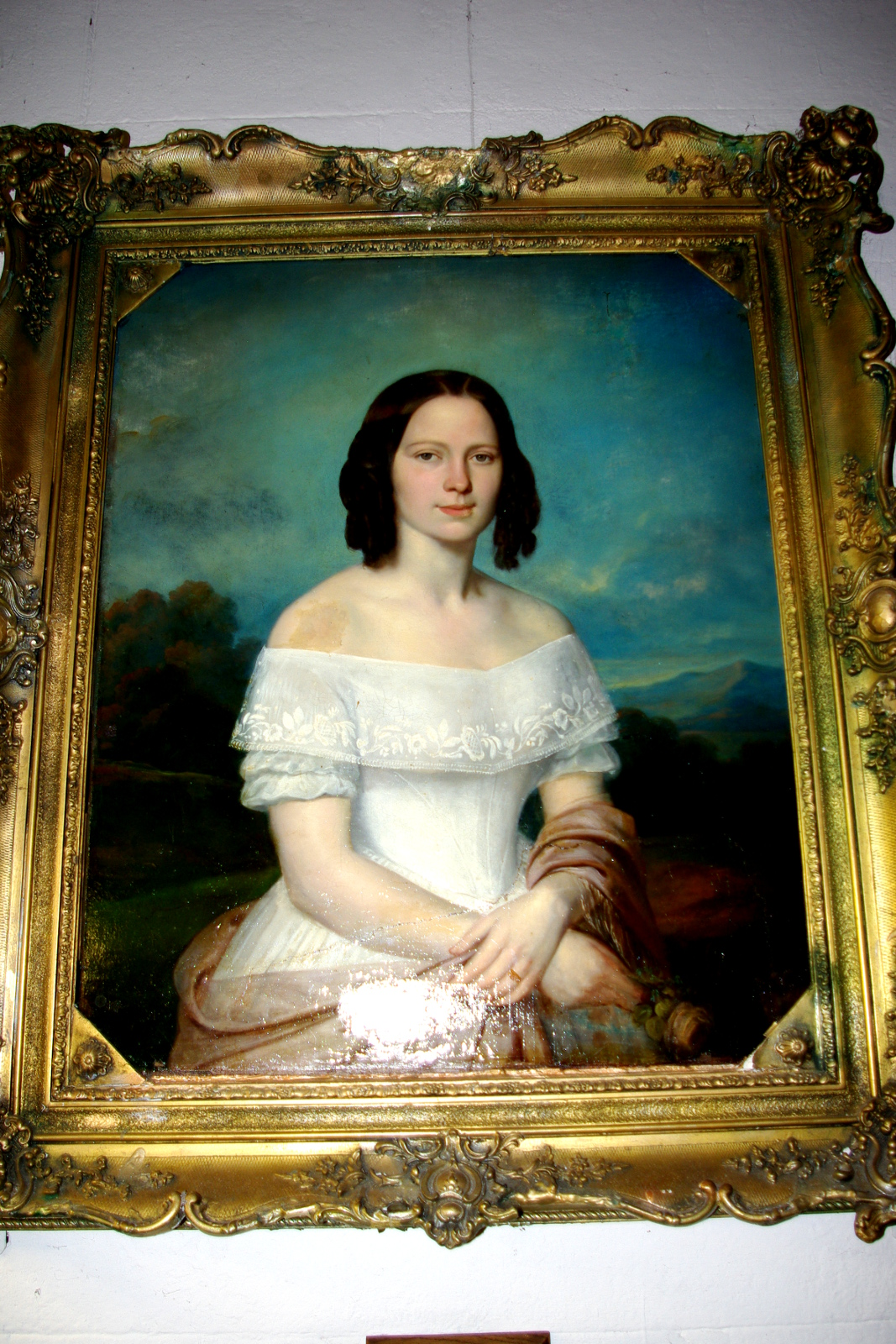
Porträt der jungen Sara Losh in St. Mary, Wreay

Sara Losh, auch Sarah Losh, (* 1786; † 29. März 1853 in Woodside) war eine englische Architektin.

## Leben
Sara Losh wurde 1786 als älteste Tochter des Unternehmers John Losh und dessen Frau Isabella geboren. Sie kam um den Neujahrstag 1786 zur Welt und wurde am 6. Januar 1786 getauft. Loshs Mutter starb im Jahr 1799 und die 12-jährige Sara und ihre Schwester Katherine (* 1788) wuchsen bei ihrer Tante Margaret Losh und deren Ehemann James in Woodside in der Grafschaft Cumbria auf. James Losh war Rechtsanwalt und später Stadtrichter von Newcastle. Er galt als liberaler Intellektueller, war befreundet mit dem Dichter Robert Southey und der Dichterin Dorothy Wordsworth.
Ihre Lehrer schilderten Losh als „außergewöhnlich gute“ Schülerin, die fließend Französisch und Italienisch sprach und auch Griechisch und Lateinisch beherrschte. Im Jahr 1817 unternahm sie mit ihrem Onkel William und ihrer Schwester eine längere Reise durch Europa. Die genaue Reiseroute ist unbekannt, doch besuchten die drei vor allem Kirchen und archäologische Stätten in Frankreich und Italien. Losh schrieb in dieser Zeit ein ausführliches Tagebuch in sieben Bänden, ergänzte Zeichnungen und beschrieb Menschen, Landschaft und Architektur. Insbesondere der Besuch von Pompeji muss Losh nachhaltig beeindruckt haben, denn sie legte im Garten des Anwesens in Woodside nach ihrer Rückkehr einen „Pompejischen Hof“ an und später ein Cottage nach dem Vorbild eines Lehrerhauses in Pompeji.
Architektur schien Losh besonders zu faszinieren. Ihr Biograf Howard Lonsdale notierte, dass Archäologie und Architektur sie nicht nur so interessierten, weil sie die Geschichte der Architektur illustrieren, sondern das einstige Leben der Vergangenheit lebendig werden lassen. Als ihre Schwester Katherine 1837 starb, war Losh untröstlich. Sie schien sich zunehmend für philosophische und religiöse Vorstellungen für ein Leben nach dem Tod zu interessieren. Ihr erstes realisiertes Bauwerk ist ein Obelisk im Gedenken an ihre Eltern. Vorbild dafür waren Zeichnungen des Kreuzschafts von Bewcastle von Henry Howard, die der 1803 in seinem Artikel On the Runic Column at Bewcastle in Cumberland in der Zeitschrift Archaeologia veröffentlicht hatte. Der Schwester errichtete sie ein Mausoleum, in dem sie eine Marmorstatue von Katherine platzierte. Es folgte eine Vorschule in Wreay.

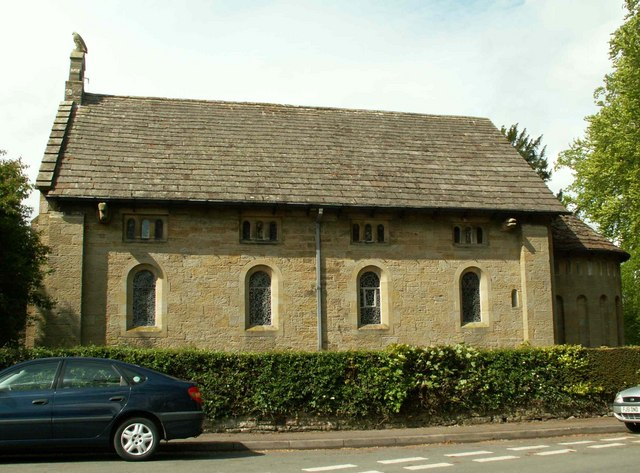
St. Mary in Wreay

Als im Jahr 1836 eine kleine Kapelle bei Cornwall entdeckt wurde, die mehr als 700 Jahre von einer Sanddüne verborgen gewesen war, war die Aufregung in England groß. Hier soll der irische Missionar Piran englischen Boden betreten haben und das Christentum in die Region gebracht haben. Die Architektur der Kirche aus dem 8. Jahrhundert nach Christus soll frühen Bauwerken der Christenheit aus dem oströmischen Reich nachempfunden sein. Losh war so begeistert, dass sie beschloss, einen Nachbau zu errichten. Schon in den 1830er Jahren hatte Losh dem Dorf Wreay ein Stück Land für einen überkonfessionellen Friedhof überlassen. Hier erbaute sie nun eine Kapelle, die der von St. Piran nachempfunden war. Es entstand ein schmuckloses Gebäude mit Satteldach und Rundbögen in Fenstern und Eingangsportal.
Wreays Kirche St. Mary war schon länger in miserabelem Zustand. Losh überlegte, ob sie die alte Kirche retten könne, entschied sich jedoch dagegen. Das Dorf stellte Losh ein Gelände, das sie rodete, trockenlegte und nivellierte. Losh errichtete eine Saalkirche mit vier Fensterachsen und offenem Dachstuhl. Das Eingangsportal und die Fenster sind mit auffälligem frühchristlichem Schmuck verziert. Bogenfriese schließen die Giebelseite ab, ein Dachreiter sitzt darüber. Losh bezeichnete den Baustil als lombardisch-romanisch, das Bauwerk erinnert an frühromanische Kirchen. Auffällig ist der halbrunde Chor mit der engen Säulengliederung, die ein Band von schmalen Obergaden trägt. Der schottische Maler und Dichter William Bell Scott lobte Losh und glaubte, ein Platz in den „Geschichtsbüchern der Kunst“ sei ihr sicher.
Sara Losh starb 1853 ehe- und kinderlos in Woodside.